# Hubert Parot
Pour les articles homonymes, voir Parot.
Hubert André Parot, né le 23 mai 1933 à Athis-Mons (Seine-et-Oise) et mort le 15 janvier 2015 à Fontainebleau, est un cavalier français de saut d'obstacles de haut niveau. 
Beau-frère de Marcel Rozier, il est l'oncle de Philippe Rozier et de Thierry Rozier, il a eu un très riche palmarès totalisant plus de 1000 victoires en Grands Prix et une centaine de participations en Coupe des Nations. 
Il fut médaillé d'or en saut d'obstacles par équipe en saut d'obstacles aux Jeux olympiques d'été de 1976 à Montréal avec son cheval Rivage (né en 1964). Sa fille Sylvie Parot, également cavalière de saut d'obstacles de haut niveau, a notamment été médaillée d'argent par équipe aux Championnats d'Europe de Donaueschingen (Allemagne) en 1987. 

## Palmarès
- Jeux olympiques:
  -  Médaille d'or en saut d'obstacles par équipe aux Jeux olympiques d'été de 1976 à Montréal (Canada)
  -  Médaille de Bronze individuel aux Championnats d'Europe d'Hickstead en 1973.
  -  Médaille de Bronze par équipe aux Championnats d'Europe de Munich en 1975.
  - Recordman de France de saut en longueur, depuis 1970, avec son cheval Réséda (7,70 m).

Il totalise 1 214 victoires notamment aux Grands Prix de Madrid, Barcelone, Lisbonne, Vichy, Dinard, La Baule, Pau, Ostende, Rotterda, Lüzern, Varsovie et Moscou.
Il a participé à plus de 60 Coupes des Nations. Badge d'or de la FEI (Fédération Equestre Internationale).

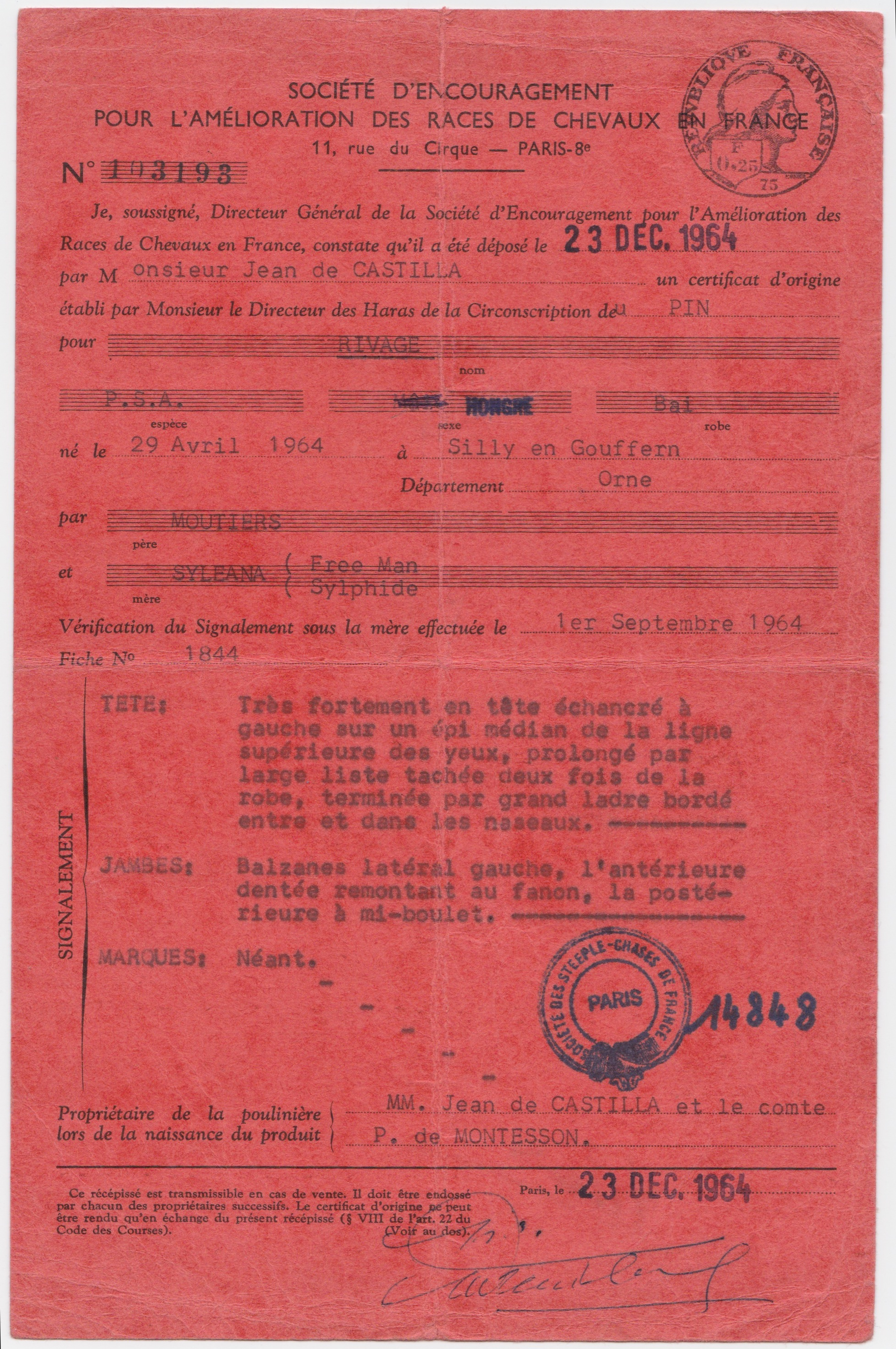
Fiche d'immatriculation de Rivage (Recto).
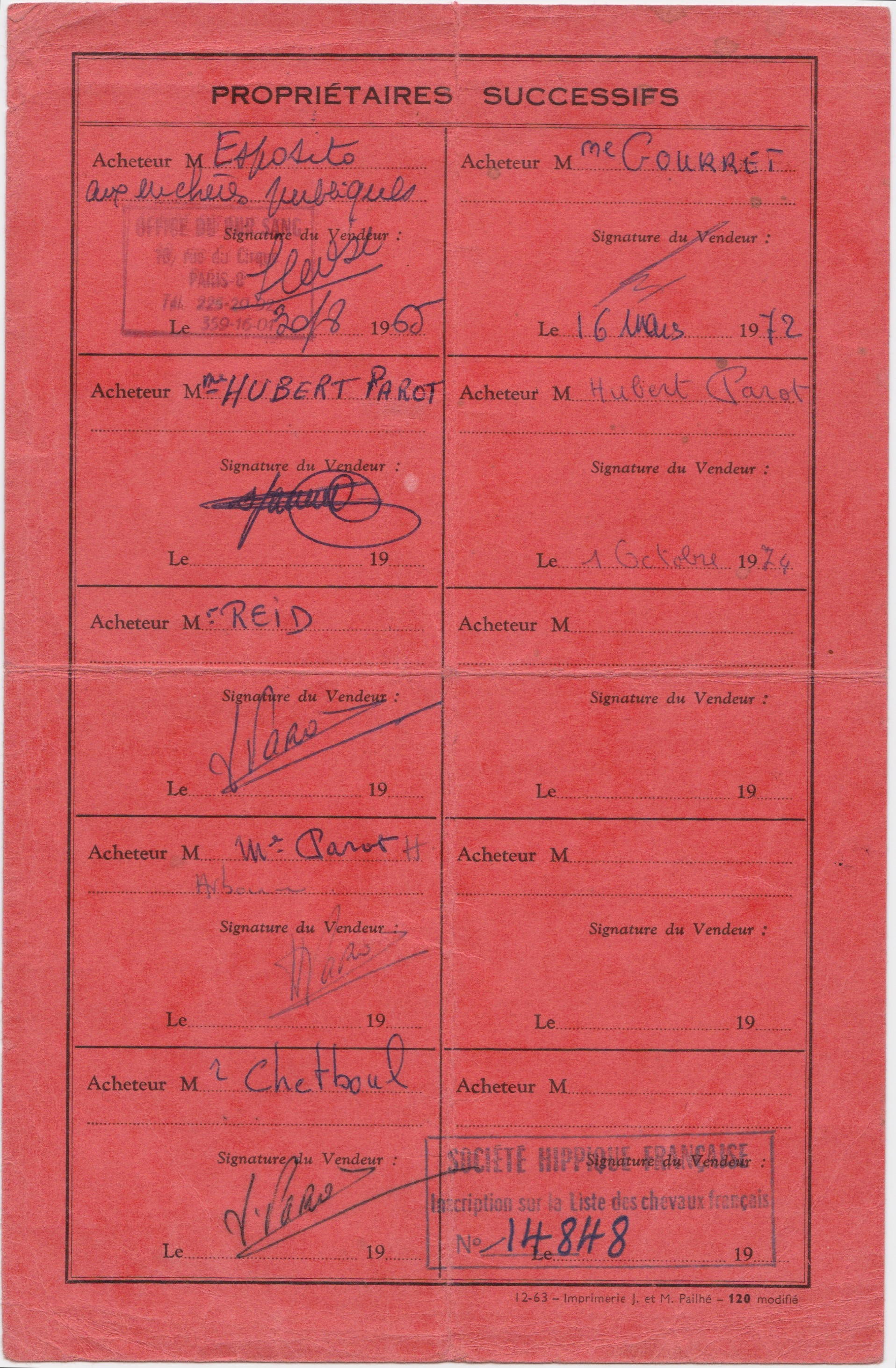
Fiche d'immatriculation de Rivage (Verso).